# Le Vieillard jaloux
Le Vieillard jaloux (El viejo celoso) est un intermède qui appartient à Huit comédies et huit intermèdes jamais représentés, que Cervantes a publié un an avant sa mort, en 1615.

## Résumé de la pièce
C'est l'histoire de Lorenza, une jeune épouse, qui souffre de la jalousie de son vieux mari, Cañizares. Un jour qu'il part de chez lui, il l'enferme dans la maison comme à son habitude, avec sa domestique Cristina, mais il oublie de fermer les portes qui les séparent du monde extérieur. Les deux femmes, qui réussissent à parler avec leur voisine, Hortigosa, se plaignent de l'extrême jalousie du vieux mari, et de son impuissance sexuelle. Hortigosa leur propose de leur amener un jeune galant. 
Une fois Cañizares rentré chez lui, et après avoir discuté avec un ami à lui, la voisine se présente. Le vieux jaloux envoie Cristina lui parler pour savoir ce qu'elle veut, et tous les messages passent par la domestique. Celle-ci lui "demande" l'aumône, en essayant de lui vendre un tableau de cuir qui comporte des dessins en relief (un "guadamecil" en espagnol), derrière lequel se trouvait le galant. Pendant que Cañizares observe le tableau, le galant, entré dans la maison grâce au stratagème des femmes, s'enferme dans une pièce avec la jeune Lorenza, jusqu'à ce que le mari prenne conscience de la situation en entendant les paroles provocatrices de Lorenza. 
Lorsqu'il entre dans la pièce, sa femme lui jette un seau d'eau au visage, ce qui laisse le temps au galant de s'enfuir. C'est ainsi qu'elle arrive à faire culpabiliser son mari, en critiquant sa jalousie "infondée". À ce moment de l'histoire, des habitants du village arrivent pour savoir ce qui se passe. Tous finissent par se réconcilier.

## La pièce dans son contexte
Cette pièce ne peut être imaginée sur scène que si l'on se représente l'espace scénique du théâtre de rue contemporain de l'auteur. En effet, les scènes de l'époque étaient très simples, en bois, sur les côtés se trouvaient deux piliers sur lesquels étaient posées des lampes pour éclairer la scène, et à peu près au milieu de la scène était tendue une grande toile, ce qui permettait aux comédiens de se changer derrière. L'action de la pièce est très rapide et a lieu dans peu de lieux en raison de la structure sobre, mais aussi afin de mettre en valeur l'intrigue. Lors de la scène de l'adultère, on peut alors facilement s'imaginer que la comédienne qui interprétait Lorenza pouvait se cacher derrière le rideau avec le galant.

## Une comédie et une tragédie sociale
Les personnages, qui sont très stéréotypés, présentent autant un intermède comique qu'une "tragédie" sociale. Au-delà de la comédie, de la farce qui se moque de tout et où rien n'est sacré, Cervantes présente la situation dramatique du couple du vieillard jaloux et de la jeune Lorenza. Cañizares, qui est le personnage ridicule cocu et qui le mérite à cause de sa trop grande jalousie, fait rire par son comportement exagéré qu'il soit présent (comme lorsqu'il parle de sa jalousie à son ami) ou absent de la scène, parce qu'alors le lecteur apprend sa jalousie grâce aux paroles de Doña Lorenza et de Cristina. Son exagération est visible lorsque l'on parle de sa jalousie, mais elle se traduit aussi dans son aveuglement, dans son intérêt pour les choses futiles. Lorsqu'il communique avec Hortigosa en passant par Cristina, il s'attarde plus sur l’appellation de "voisine" (qu'il n'apprécie guère car elle traduit une trop grande proximité) que sur les raisons de sa présence. De même, lorsqu'il voit le tableau de cuir il est plus choqué par la présence d'un visage d'homme dans le tableau que par la présence réelle d'un homme qui se trouve avec sa femme. Son aveuglement apparaît une dernière fois lorsque sa femme lui jette le seau d'eau dans les yeux : bien que sa femme lui "lave" les yeux métaphoriquement, il la croit et s'excuse de s'être montré trop jaloux. Son aveuglement est quelque part tragique : il est en décalage avec le monde dans lequel il vit, et en décalage avec sa femme qui est jeune, belle, et rusée. En plus de cela, s'il s'est marié avec elle c'est parce qu'il voulait que quelqu'un lui tienne compagnie sur son lit de mort. Le plus tragique semble surtout être dû au fait que ce mariage n'a pas d'avenir : comme il est impuissant il n'auront pas d'enfants, et comme il mourra sous peu, Lorenza restera seule, veuve. 

## Le trompeur trompé
Lorenza est celle qui trompe celui qui l'a "trompée", en la privant de son droit en tant qu'épouse d'avoir des relations sexuelles. Comme il est impuissant, il ne peut pas satisfaire sa femme , ce qui peut être considéré comme une forme de tromperie, de dissimulation de ce qu'elle est en droit de connaître. Dans l'œuvre, Lorenza, qui est presque considérée par son mari comme un jouet de compagnie au début, se transforme en femme qui revendique son libre arbitre en trompant son mari. Si avant elle était enfermée dans la maison par son mari afin qu'elle n'aie pas de relations sexuelles, cette fois-ci elle s'enferme elle-même dans une chambre pour en avoir. On comprend, en entendant sa façon de parler lorsqu'elle est seule avec le galant, que c'est la première fois qu'elle goûte à ce genre de relations, et donc c'est la première fois qu'elle est considérée comme une femme, en perdant sa virginité. C'est ainsi qu'elle satisfait son "appétit sexuel", comme le décrit Wardropper Bruce. 
Cristina, Hortigosa et le galant sont les adjuvants de Lorenza dans sa recherche de liberté, et le compère s'insurge aussi contre la jalousie exacerbée de Cañizares. Tous les personnages, et le déroulement de l'histoire en général, font que le lecteur penche du côté de Lorenza, et éprouvent de l'antipathie pour le vieillard jaloux, qui finalement fait de la peine.